# Râul Aninoasa, Olt
Râul Aninoasa este un afluent al râului Olt. 